# George Armitage Miller
George Armitage Miller, född 3 februari 1920 i Charleston, West Virginia, död 22 juli 2012 i Plainsboro, New Jersey, var en amerikansk psykolog. Miller anses vara en av grundarna till den kognitiva psykologin.

## Det magiska talet sju
1956 publicerade Miller artikeln Det magiska talet sju, plus minus två: några gränser för vår förmåga att behandla information (originaltitel: ”The Magical Number Seven, Plus or Minus Two: Some Limits on Our Capacity for Processing Information”) i den fackvetenskapliga tidskriften Psychological Review. Artikeln säger att en människa kan medvetet hålla sju plus minus två (7 ± 2) olika nummer, ord, begrepp, ljud, intryck eller tankar i minnet samtidigt. Det magiska talet sju, plus minus två är en av de mest citerade artiklarna i psykologin.

## Lingvistik
Miller var även aktiv i den lingvistiska gemenskapen. Han hade bland annat uppsyn över utvecklingen av Wordnet, ett semantiskt nätverk för engelska språket.
Miller är också känd för att ha formulerat Millers lag: ”För att förstå vad en annan person säger måste du förutsätta att det är sant och försöka föreställa dig vad som gör det sant”.